# Escaudes
Escaudes es una comuna francesa situada en el departamento de Gironda, en la región de Nueva Aquitania.

## Demografía
| 267 | 230 | 197 | 175 | 172 | 167 | 160 |
| Para los censos de 1962 a 1999 la población legal corresponde a la población sin duplicidades (Fuente: INSEE [Consultar]) |     |     |     |     |     |     |